# Jan Dobosz

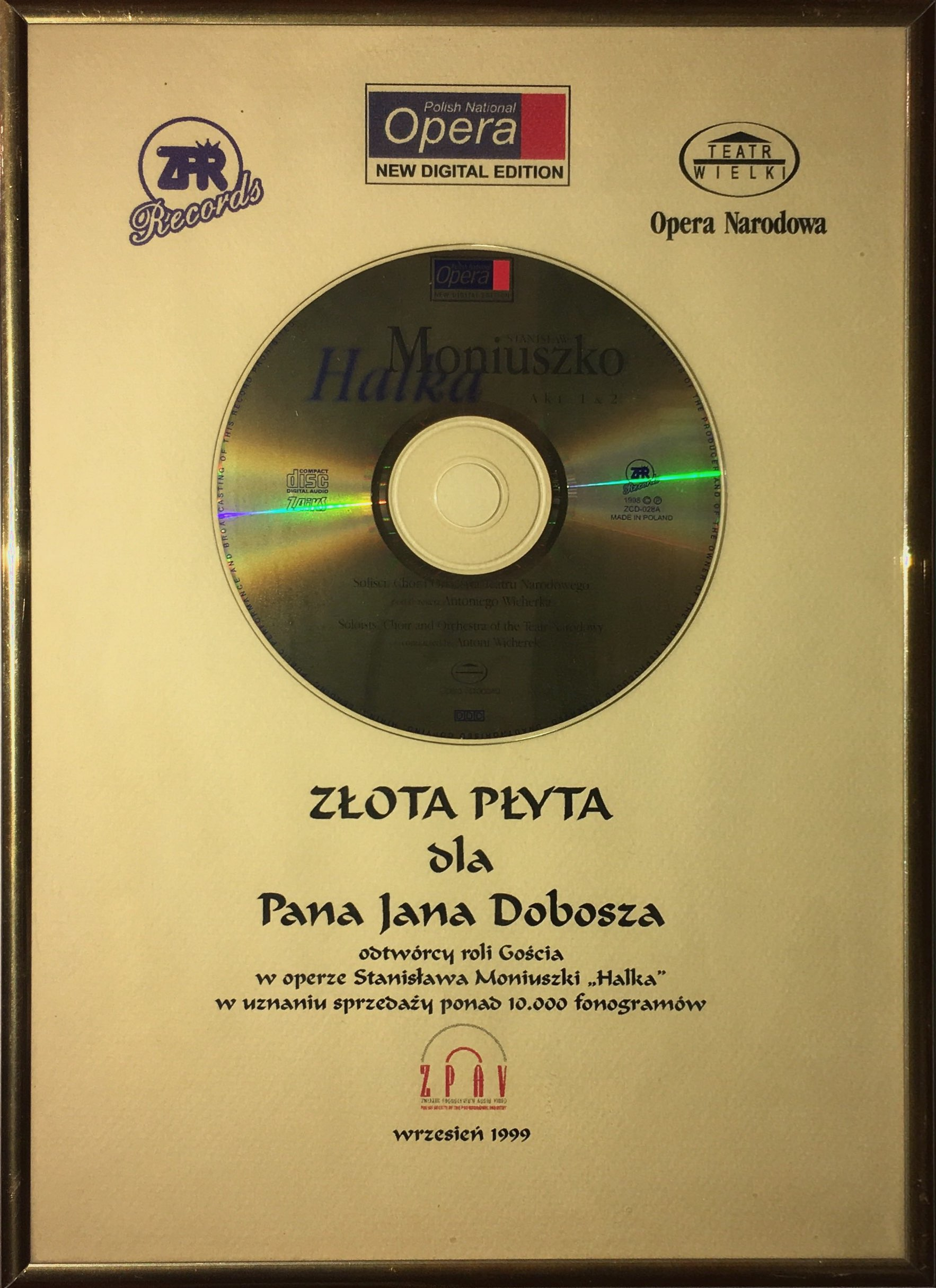
Złota Płyta dla Jana Dobosza, ZPAV, Wrzesień 1999

Jan Dobosz (ur. 16 kwietnia 1943) – polski śpiewak operowy (baryton).
Jan Dobosz śpiewać rozpoczął w 1961 roku w Zespole Pieśni i Tańca „Śląsk” im. Stanisława Hadyny, gdzie występował jako solista do roku 1973. Równocześnie, w latach 1964–1967, kształcił swój głos u polskiej śpiewaczki Ady Sari.
Studia wokalne odbył w Państwowej Wyższej Szkole Muzycznej w Katowicach, uzyskując dyplom magistra sztuki w klasie prof. Heleny Łazarskiej w 1975 roku. Ukończył także kurs mistrzowski w Weimarze, u rosyjskiego barytona Pawła Lisicjana.
Będąc studentem, w 1973 roku, został solistą Opery Śląskiej w Bytomiu, gdzie pracował do roku 1977. W latach 1977–1983 występował w Teatrze Wielkim w Łodzi. Od 1982 roku współpracował z Teatrem Wielkim w Warszawie, gdzie był solistą przez ponad następnych 20 lat.
Występował gościnnie na wielu polskich scenach operowych oraz filharmonicznych, a także m.in. w Paryżu, Vichy, Berlinie, Dreźnie, Luksemburgu, Wiedniu (Opera Wiedeńska), Londynie, Brukseli, Tel Awiwie, Atenach, Moskwie, Wilnie, Lwowie.
Zaproszony przez Orkiestrę Symfoniczną BBC wziął udział w koncertowym wykonaniu „Króla Rogera” Karola Szymanowskiego w Londynie (partia tytułowa) (marzec 1990).
Dla Polskiego Radia dokonał nagrania partii Stacha w „Verbum nobile” Stanisława Moniuszki pod dyrekcją Bogusława Madeya.
W nagraniu na płytę winylową opery M. Musorgskiego „Borys Godunow” pod dyrekcją Roberta Satanowskiego zaśpiewał partię Szczełkałowa (1986).
Nagrana z jego udziałem opera „Halka” Stanisława Moniuszki uzyskała status złotej płyty.
Żonaty ze śpiewaczką operową (mezzosopran), dr hab. Krystyną Jaźwińską-Dobosz (wspólpracowniczka Uniwersytetu Muzycznego Fryderyka Chopina).

## Partie operowe
- Gioacchino Rossini – Figaro i Fiorello w „Cyruliku sewilskim”, Taddeo i Ali we „Włoszce w Algierze”
- Gaetano Donizetti – Malatesta w „Don Pasquale”, Lord Ashton w Łucji z Lammermoor
- Carl Maria von Weber – Ottokar w „Wolnym strzelcu”
- Karol Kurpiński – Jagiełło w „Jadwidze, królowej Polski”
- Stanisław Moniuszko – Miecznik w „Strasznym Dworze”, Janusz w „Halce”[6][7], Stanisław w „Verbum nobile”
- Ignacy Jan Paderewski – Urok w „Manru”
- Piotr Czajkowski – Oniegin w „Eugeniuszu Onieginie”, Jelecki w „Damie Pikowej”, Robert w „Jolancie”
- Modest Musorgski – Szczełkałow i Rangoni w „Borysie Godunowie”[8]
- Charles Gounod – Walenty w Fauście
- Georges Bizet – Escamillo i Dancairo w Carmen (opera)
- Giuseppe Verdi – Germont w „Traviacie”, Poza w „Don Carlosie”, Marullo w „Rigoletto”, Di Luna w „Trubadurze”
- Richard Wagner – Donner w „Złocie Renu”, Rycerz Graala w „Parsifalu”, Wolfram w „Tannhäuserze”
- Ruggero Leoncavallo – Prolog i Canio w „Pajacach”
- Giacomo Puccini – Marceli w „Cyganerii”, Sharpless w „Madame Butterfly”, Sciarone w „Tosce”, Mandaryn w „Turandot”
- Richard Strauss – Komisarz policji w „Kawalerze srebrnej róży”
- Karol Szymanowski – Król Roger w „Królu Rogerze”[9]
- Krzysztof Penderecki – Mammon w „Raju utraconym”[2]
- Siergiej Prokofjew – Ojciec Chartrez w „Zaręczynach w klasztorze”
- Carl Orff – partia barytonowa w „Carmina burana”, „Księżycu”
- Rainer Kunad – Jezus z Nazaretu i Gogol w „Mistrzu i Małgorzacie”[10]
- Romuald Twardowski – Longin w „Historii o św. Katarzynie”[11]
- Maciej Kamieński – Komisyja w Nędzy uszczęśliwionej[12]
- Ludwig van Beethoven – Don Fernando (Minister) w Fidelio[13][14]